# Йылдырым, Мурат (актёр)
Мурат Йылдырым (тур. Murat Yıldırım; 13 апреля 1979, Конья, Турция) — турецкий киноактёр и модель курдско-арабского происхождения. За роль в сериале «Буря» (тур. Fırtına) был отмечен премией «Золотой апельсин» (2006). Входит в десятку самых красивых турецких актёров.

## Биография
Родился 13 апреля 1979 года в центральной части Анатолии в городе Конья, в Турции.
Закончил машиностроительный факультет «Yıldız» технического университета в городе Стамбуле, получив диплом специалиста по профессии инженер-механик. Начал заниматься актёрским мастерством в студенческом непрофессиональном театре. Обучался пению и актёрскому делу в драматической школе. Первые шаги в кинокарьере сделал в сериале «Большая ложь». Известность получил после исполнения ролей в теленовеллах «Буря» и «Аси». 

## Семья
- Мать — домохозяйка
- Отец — учитель
- Первая жена — Бурчин Терзиоглу[англ.](род.1980),турецкая актриса,в браке с 20.06.2008 г. до 30.06.2014 г.
- Вторая жена — с 25 декабря 2016 года[4] Имане Эльбане (род.1988),марокканская модель и актриса,«Мисс Марокко» (2008).[5]
- Дочь — Мирай (род.2022)

## Фильмография
| Год       |   | Русское название      | Оригинальное название      | Роль                 |
| --------- | - | --------------------- | -------------------------- | -------------------- |
| 2007—2009 | с | Аси                   | Asi                        | Демир Доган          |
| 2010—2011 | с | Любовь и наказание    | Aşk ve Ceza                | Саваш Балдар         |
| 2012      | с | Безмолвие             | Suskunlar                  | Эджевит Оран (Шериф) |
| 2015      | ф | Говори как твой муж   | Kocan Kadar Konuş          | Синан                |
| 2016      | ф | Говори как твой муж 2 | Kocan Kadar Konuş: Diriliş | Синан                |
| 2016      | с | Королева ночи         | Gecenin Kraliçesi          | Картал               |
| 2017      | ф | Бесконечная любовь    | Sonsuz Aşk                 | Джан                 |
| 2017      | ф | Айла                  | Ayla                       | лейтенант Месут      |
| 2017      | ф | Первый поцелуй        | İlk Öpücük                 | Хакан                |
| 2020—2021 | с | Рамо                  | Ramo                       | Рамазан Кая          |
| 2022—2024 | с | Разведка              | Teşkilat                   | Омер Атмаджа         |